# Andrea Montermini
Andrea Montermini (n. 30 mai 1964) este un fost pilot italian de Formula 1 care a evoluat în Campionatul Mondial între anii 1994 și 1996.

## Cariera în Formula 1
| Sezon | Echipă                  | Puncte      | Loc clasament general |
| ----- | ----------------------- | ----------- | --------------------- |
| 1990  | BMS Scuderia Italia     | Pilot teste | -                     |
| 1991  | Scuderia Ferrari        | Pilot teste | -                     |
| 1993  | Camel Benetton Ford     | Pilot teste | -                     |
| 1994  | MTV Simtek Ford         | 0           | -                     |
| 1995  | Pacific Grand Prix      | 0           | -                     |
| 1996  | Forti Grand Prix        | 0           | -                     |
| 1997  | MasterCard Lola F1 Team | Pilot teste | -                     |